# Hussein Avni Pascha
Hussein Avni pascha, född 1819, död 15 juni 1876, var en turkisk general och statsman.
Hussein Avni pascha deltog som överste i Krimkriget som överste och blev 1856 generalstabschef. I kriget med Montenegro 1859-60 som divisionsgeneral och bekämpade 1867 med fullständig framgång upprorsmännen på Kreta. Hussein Avni pacha blev därefter 1869-71 krigsminister, genomförde han en ombildning av Turkiets militära organisation. Han avlägsnades 1871 men återkallades 1872, var återigen krigsminister mellan 1873-75 och samtidigt storvesir 1874-75. Hussein Avni mördades den 15 juni 1876 efter att han medverkat till sultan Abd ül-Aziz avsättning i maj samma år.